# Turbo C
Turbo C è un ambiente di sviluppo e compilatore per il linguaggio C prodotto da Borland nel 1987. È stato a lungo uno degli ambienti di sviluppo più usati nella piattaforma PC, insieme al Turbo Pascal della stessa Borland.

## Versioni
- Versione 1.0 - Lanciata nel 1987, offriva il primo ambiente di sviluppo integrato (edit-compile-run, ovvero modifica-compila-esegui) per il C sui PC IBM. Utilizzava 384 kB di memoria. Permetteva l'uso dell'assembler inline, supportava tutti i modelli di memoria, permetteva di ottimizzare per velocità, dimensione dell'eseguibile, raggruppamento delle costanti ed eliminazione dei salti.
- Versione 1.5 - Era distribuito su cinque dischetti da 360 KB di file non compressi, e conteneva diversi programmi di esempio in linguaggio C, tra cui un semplice foglio di calcolo chiamato mcalc.
- Versione 2.0 - Disponeva di un debugger, di un veloce assembler e di una esaustiva libreria grafica.

Il Turbo C venne in seguito sostituito dal Turbo C++, introdotto nel maggio del 1990, sia per DOS che per Windows, ed in seguito dal Borland C++.